# Ommata iodes
Ommata iodes är en skalbaggsart som beskrevs av Bates 1885. Ommata iodes ingår i släktet Ommata och familjen långhorningar.
Artens utbredningsområde är Panama. Inga underarter finns listade i Catalogue of Life.